# Науковий метрологічний центр
Науковий метрологічний центр — підприємство, установа чи організація, визначене Кабінетом Міністрів України з числа державних підприємств, установ та організацій, що належать до сфери управління центрального органу виконавчої влади, що реалізує державну політику у сфері метрології та метрологічної діяльності, яке створює, удосконалює, зберігає і застосовує національні еталони.
Постановою Кабінету Міністрів України від 27 травня 2015 р. № 330 визначено чотири наукові метрологічні центри:
1. Національний науковий центр «Інститут метрології», м. Харків.
2. Державне підприємство «Всеукраїнський державний науково-виробничий центр стандартизації, метрології, сертифікації та захисту прав споживачів», м. Київ.
3. Державне підприємство «Науково-дослідний інститут метрології вимірювальних і управляючих систем», м. Львів.
4. Державне підприємство «Івано-Франківський науково-виробничий центр стандартизації, метрології та сертифікації», м. Івано-Франківськ.

Наукові метрологічні центри входять в структуру національної метрологічної служби.
Положення про наукові метрологічні центри затверджуються центральним органом виконавчої влади, що реалізує державну політику у сфері метрології та метрологічної діяльності.

## Функції та повноваження наукових метрологічних центрів
Наукові метрологічні центри у сферах діяльності, визначених положеннями про них та нормативно-правовими актами:
1) здійснюють фундаментальні наукові дослідження у сфері метрології, а також виконують роботи, пов'язані з розробленням та реалізацією державних програм з метрології та концепції розвитку метрологічної системи України;
2) здійснюють науково-прикладні дослідження та виконують науково-дослідні роботи, пов'язані із створенням, удосконаленням, зберіганням, звіренням, застосуванням національних еталонів, створенням систем передачі розмірів одиниць вимірювання;
3) беруть участь у розробленні проектів технічних регламентів, інших нормативно-правових актів, а також нормативних документів у сфері метрології та метрологічної діяльності;
4) здійснюють координацію та науково-методичне супроводження робіт із забезпечення єдності вимірювань за відповідними напрямами діяльності;
5) проводять оцінку відповідності засобів вимірювальної техніки;
6) проводять калібрування та повірку засобів вимірювальної техніки;
7) проводять вимірювання у сфері законодавчо регульованої метрології;
8) ведуть інформаційний фонд за напрямами своєї діяльності;
9) здійснюють міжнародне співробітництво з питань, що належать до їх компетенції.
Наукові метрологічні центри за договорами з юридичними та фізичними особами можуть виконувати інші роботи (надавати інші послуги), пов'язані із забезпеченням єдності вимірювань.